# Новоандреевка (Амурская область)
Но́воандрее́вка — село в Белогорском районе Амурской области, Россия.
Основано в 1886 г. в годы правления Приамурьем первого генерал-губернатора Андрея Николаевича Корфа, по имени которого и названо село.
Входит в Великокнязевский сельсовет.

## География
Село Новоандреевка стоит на левом берегу реки Зея, в 13 км ниже впадения в Зею реки Томь.
Дорога к селу Новоандреевка идёт на запад от Белогорска (вниз по левому берегу Томи) через сёла Никольское, Ключи, Киселеозёрку, Светиловку и Великокнязевку, расстояние — 44 км.
Административный центр Великокнязевского сельсовета село Великокнязевка находится в 4 км севернее.

## Население
| 2002 | 2010 | 2012 | 2013 | 2014 | 2015 | 2016 |
| ---- | ---- | ---- | ---- | ---- | ---- | ---- |
| 170  | ↘138 | →138 | ↘136 | ↘133 | ↗134 | ↘130 |
| 2017 | 2018 |      |      |      |      |      |
| ↘128 | ↘119 |      |      |      |      |      |

## Инфраструктура
- Сельскохозяйственные предприятия Белогорского района.